# Metaxyllia metallicella
Metaxyllia metallicella är en fjärilsart som beskrevs av Dyar 1922. Metaxyllia metallicella ingår i släktet Metaxyllia och familjen nattflyn. Inga underarter finns listade i Catalogue of Life.